# Centre Social la Concòrdia
El Centre Social la Concòrdia és un edifici al nucli urbà de la població de Sant Climent Sescebes (Alt Empordà), a la banda de nord-est del municipi, amb la façana principal orientada a la plaça Carles Cusí. L'edifici, catalogat a l'Inventari del Patrimoni Arquitectònic de Catalunya, fou bastit a mitjans del segle xx, segons cadastre de l'any 1940, que va ser destinat a nau industrial. Actualment alberga el bar La Societat i el centre social La Concòrdia. L'edifici de planta rectangular format per dos cossos aïllats, units per una petita zona de pati interior. El cos posterior ha estat recentment ampliat fins a arribar al carrer d'Icària, a tramuntana de la plaça. Ambdós cossos presenten les cobertes de dues vessants i estan distribuïts en una sola planta. L'edifici originari presenta la façana principal orientada a la plaça. Presenta un gran portal d'accés rectangular del que destaca el voladís superior que protegeix l'entrada. Es tracta d'una teulada de tres vessants bastida amb teula vidrada de color verd. Als costats del portal hi ha dos grups de tres finestres balconeres d'obertura rectangular amb un senzill voladís a la part superior. Damunt de cada finestral hi ha una obertura circular. La part superior de la façana està rematada per una curiosa finestra de forma lleugerament romboidal. La resta del parament està arrebossat i pintat, amb un sòcol de pedra a la part inferior.